# Elektromos áramerősség

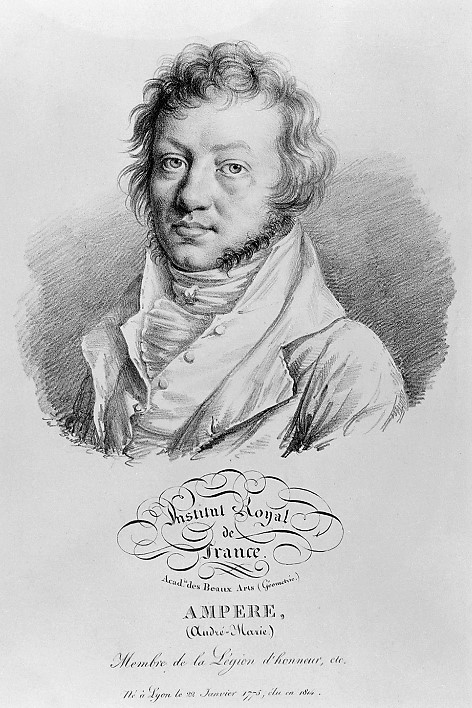
André-Marie Ampère (1775-1836) francia fizikus

Az elektromos áramerősség  az SI-mértékegységrendszer hét alapegységeinek egyike. Jele: {\displaystyle I}. Elektromos áramon a töltéshordozók sokaságának rendezett mozgását értjük, ennek a folyamatnak a mennyiségi jellemzésére használjuk az elektromos áramerősséget mint fizikai mennyiséget.

## Definíció
Az áram erősségét az áramvezető keresztmetszetén időegység alatt áthaladó elektromos töltés nagyságával mérjük. 
{\displaystyle I={\frac {Q}{t}}},
ahol {\displaystyle Q} a {\displaystyle t} idő alatt átáramló töltésmennyiség.

## Mértékegysége
Az áramerősség mértékegysége az amper, ennek jele: A. Nevét André-Marie Ampère francia fizikusról kapta.
Az 1 amper olyan állandó elektromos áramerősség, amely két egyenes, párhuzamos végtelen hosszúságú, elhanyagolhatóan kicsiny kör keresztmetszetű és egymástól 1 méter távolságban, vákuumban elhelyezkedő vezetőben fenntartva, e két vezető között méterenként 2·10−7 newton erőt hoz létre.

## Időben állandó és változó áram
Az áram irányát a pozitív töltéshordozók mozgásának az irányával definiáljuk.
Ha az áram iránya és erőssége időben állandó, akkor stacionárius vagy egyenáramról beszélünk. Ekkor az áram erőssége: 
{\displaystyle I={\frac {Q}{t}}=} állandó.
Az időben változó áram pillanatnyi áramerősségét a következő differenciálhányadossal értelmezzük:
{\displaystyle I={\frac {\mathrm {d} q}{\mathrm {d} t}}\ },
ahol {\displaystyle q} az időben változó töltésmennyiség és {\displaystyle t} az idő.